# Yangiri
Yangiri (zapisywana także jako Yengiri) – wioska w Sudanie Południowym w Ekwatorii Zachodniej, stanowi siedzibę dekanatu Środkowo-Zachodniego diecezji Tombura-Yambio. 
Znajduje się w niej kościół parafialny parafii St. Luke Catholic Parish Yengiri (pol. parafia katolicka św. Łukasza Ewangelisty). 

## Sytuacja humanitarna
Dnia 10. października 2000 do WHO zostało zaraportowane wystąpienie tej wiosce epidemii biegunki. Na zgłoszenie Tambura Count Health Department oraz pracowników polowych WHO/Polio odpowiedziano delegując do wiosek Yengiri oraz Bagidi pracowników medycznych z CARE, SRRA oraz CHD. Na miejscu stwierdzono biegunkę wyłącznie u dzieci, a porównując dane w poprzednimi wykazano brak ponadprzeciętnego wzrostu zachorowalności. 
Proboszcz miejscowej parafii, Luka Yugue, dnia 7. czerwca 2018, podał w radiu Anisa, że z powodu braku personelu w Yangiri Primary Health Care Centre (pol. Centrum Podstawowej Opieki Medycznej w Yangiri), „mieszkańcy Yangiri są w straszliwej sytuacji, a dzieci umierają”. Ubolewał on także, że „z powodu braku bezpieczeństwa w Yangiri wielu ludzi uciekło do najbardziej zaludnionych wiosek: Yangizy i Maunvu”. 